# Johnny Appleseed
Johnny Appleseed, nascido John Chapman (26 de Setembro de 1774, Massachusetts - 18 de Março de 1845, Fort Wayne, Indiana) foi um pioneiro e herói folclórico dos Estados Unidos.
Ainda enquanto foi vivo tornou-se uma figura lendária. Percorreu o Médio Oeste semeando sementes de maçã e espalhando os ensinamentos de Emanuel Swedenborg. Foi conhecido pelo temperamento pacífico e pela sua preocupação com os animais. Foi vegetariano.